# قياس جاذبية
قياس الجاذبية هو دراسة وقياس الاختلافات في التسارع بسبب الجاذبية. التدرج الجاذبية هو معدل تغيير المكاني لتسارع الجاذبية.
يستخدم قياس الجاذبية من قبل المنقبين من النفط والمعادن لقياس كثافة تحت سطح الأرض، بشكل فعال من خلال قياس معدل التغير في تسارع الجاذبية بسبب خصائص الصخور الكامنة. من هذه المعلومات من الممكن لبناء صورة من الشذوذ تحت سطح الأرض التي يمكن استخدامها بعد ذلك لاستهداف أكثر دقة النفط والغاز والرواسب المعدنية. كما أنها تستخدم لتصوير كثافة عمود المياه، عند تحديد مواقع الكائنات المغمورة، أو تحديد عمق المياه (قياس الأعماق). يستخدم العلماء الفيزيائيون مقاييس الجرافيتيمتر لتحديد حجم وشكل الأرض بالضبط ويساهمون في تعويضات الجاذبية المطبقة على أنظمة الملاحة بالقصور الذاتي.

## قياس تدرج الجاذبية
قياسات الجاذبية هي انعكاس لجاذبية الأرض، والقوة المركزية، وتسارع المد والجزر بسبب الشمس والقمر والكواكب، وغيرها من القوى التطبيقية. مقاييس الجاذبية تقيس المشتقات المكانية لمتجه الجاذبية. المكون الأكثر استخداما وبديهية هو تدرج الجاذبية العمودية، Gzz، الذي يمثل معدل تغير الجاذبية العمودية (gz) مع الارتفاع (z). ويمكن استنتاجه عن طريق اختلاف قيمة الجاذبية عند نقطتين تفصل بينهما مسافة رأسية صغيرة، L، وقسمتها على هذه المسافة.
{\displaystyle G_{zz}={\partial g_{z} \over \partial z}\approx {g_{z}{\bigl (}z+{\tfrac {\ell }{2}}{\bigr )}-g_{z}{\bigl (}z-{\tfrac {\ell }{2}}{\bigr )} \over \ell }}
يتم توفير قياس الجاذبية اثنين بواسطة مقاييس التسارع التي يتم مطابقتها ومواءمتها مع مستوى عال من الدقة.

### وحدات
وحدة تدرج الجاذبية هي eotvos (مختصرة كـ E)، أي ما يعادل 10−9 s-2 (أو 10−4 mGal/m). ومن شأن الشخص الذي يمر على مسافة مترين أن يوفر إشارة تدرج الجاذبية التي يمكن أن تعطي ما يقرب من جبل E. إشارات عن عدة مئات من إيوتفوس.
الشد التدرج الجاذبية
يقيس مقياس قياس المقاييس الجرافيتية الكامل درجة معدل تغير متجه الجاذبية في جميع الاتجاهات المتعامدة الثلاثة مما يؤدي إلى تَتَسَدّل تدرج الجاذبية (الشكل 1).

### مقارنة مع الجاذبية
ويجري مشتقات الجاذبية، يتم دفع القوة الطيفية لإشارات تدرج الجاذبية إلى ترددات أعلى. وهذا يجعل عموما الشذوذ تدرج الجاذبية أكثر محلية إلى المصدر من الشذوذ الجاذبية. يقارن الجدول (أدناه) والرسم البياني (الشكل 2) استجابات gz وGzz من مصدر نقطة.
وعلى العكس من ذلك، فإن قياسات الجاذبية لديها قوة إشارة أكبر عند التردد المنخفض مما يجعلها أكثر حساسية للإشارات الإقليمية والمصادر الأعمق.
| تدرج الجاذبية (Gzz)                                                                                | الجاذبية (gz)                                                                              |                               |
| -------------------------------------------------------------------------------------------------- | ------------------------------------------------------------------------------------------ | ----------------------------- |
| {\displaystyle {GM(r^{2}-2z^{2}) \over (r^{2}+z^{2})^{5/2}}\times 10^{9}\;\left[{\text{E}}\right]} | {\displaystyle {GM\,z \over (r^{2}+z^{2})^{3/2}}\times 10^{5}\;\left[{\text{mGal}}\right]} | إشارة                         |
| {\displaystyle {2GM \over z^{3}}\times 10^{9}}                                                     | {\displaystyle {GM \over z^{2}}\times 10^{5}}                                              | إشارة الذروة (ص = 0)          |
| {\displaystyle \approx z}                                                                          | {\displaystyle 1.53\,z}                                                                    | العرض الكامل بنصف الحد الأقصى |
| {\displaystyle 2\,z}                                                                               | {\displaystyle 3.07\,z}                                                                    | الطول الموجي (λ)              |

## بيئات المسح الديناميكية (المحمولة جوًا والبحرية)
قياس مشتق يضحي الطاقة الشاملة في إشارة، ولكن يقلل بشكل كبير من الضوضاء بسبب اضطراب الحركة. على منصة متحركة، اضطراب تسارع تقاس بواسطة اثنين من التسارع هو نفسه بحيث عند تشكيل الفرق، فإنه يلغي في قياس تدرج الجاذبية. وهذا هو السبب الرئيسي لنشر مقاييس المقاييس في المسوحات الجوية والبحرية حيث تكون مستويات التسارع أكبر من الإشارات التي تثير الاهتمام. وتستفيد نسبة الإشارة إلى الضوضاء أكثر من غيرها عند التردد العالي (أعلى من 0.01 هرتز)، حيث يكون ضجيج التسارع المحمول جواً أكبر.

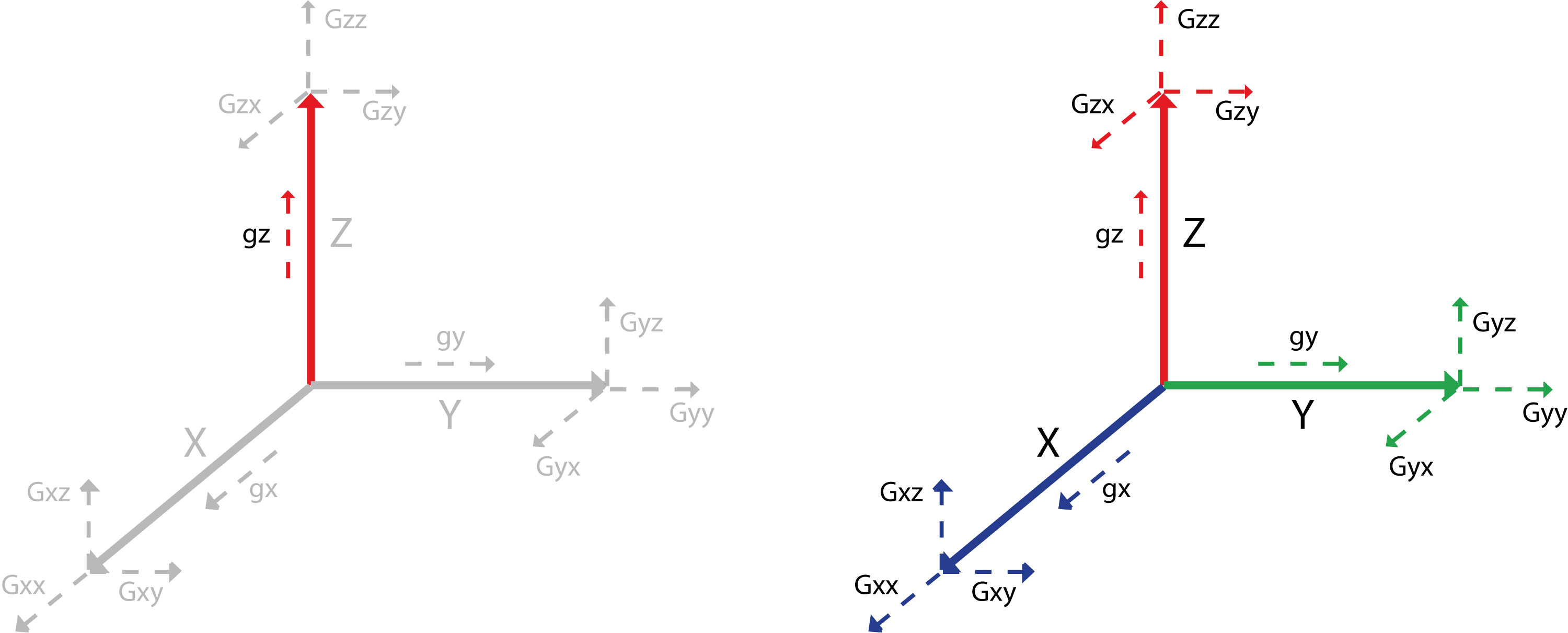
الشكل 1. الجاذبية التقليدية يقيس مكون واحد من حقل الجاذبية في الاتجاه الرأسي Gz (LHS)، قياس الجاذبية الشدة الكامل يقيس جميع مكونات حقل الجاذبية (RHS)

## تطبيقات
وقد استخدم قياس الجاذبية في الغالب لصورة الجيولوجيا تحت سطح الأرض للمساعدة في التنقيب عن الهيدروكربونات والمعادن. وقد تم الآن مسح أكثر من 2.5 مليون كيلومتر خط باستخدام هذه التقنية.  تسلط المسوحات الضوء على تشوهات الجاذبية التي يمكن أن تكون ذات صلة بالمعالم الجيولوجية مثل النظابير الملحي، وأنظمة الأعطال، وهياكل الشعاب المرجانية، وأنابيب كيمبرلايت، إلخ. وتشمل التطبيقات الأخرى كشف الأنفاق والمخابئ وبعثة GOCE الأخيرة التي تهدف إلى تحسين المعرفة لدوران المحيطات.

## مقاييس جرادي الجاذبية

### لوكهيد مارتن مقاييس الجاذبية

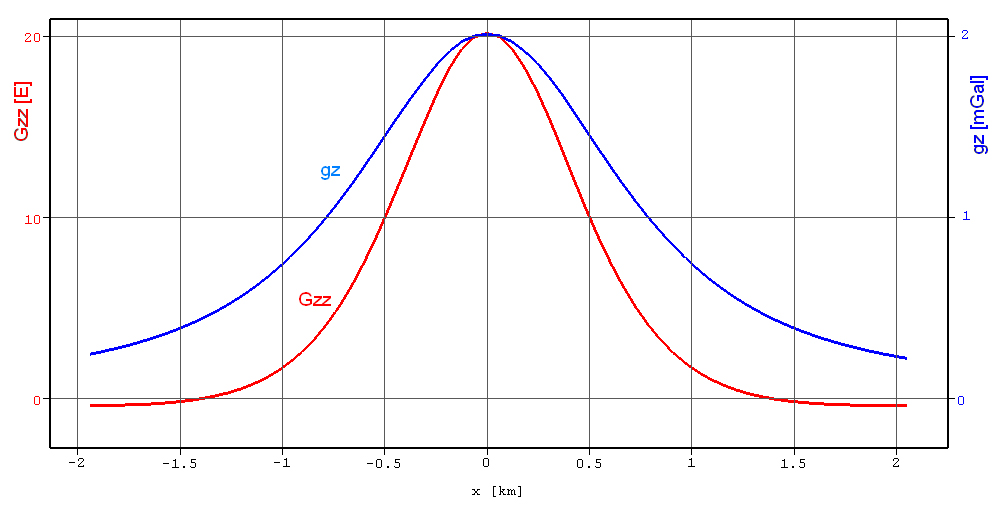
الشكل 2. الإشارات العمودية للجاذبية والجاذبية المتدرجة من مصدر نقطة مدفونة على عمق 1 كم

خلال 1970s، بوصفها التنفيذية في وزارة الدفاع الأمريكية، جون بريت بدأت تطوير gradiometer الجاذبية لدعم نظام ترايدنت 2. تم تكليف لجنة للبحث عن تطبيقات تجارية لنظام كامل Tensor Gradient (FTG) الذي تم تطويره من قبل Bell Aerospace (تم الحصول عليه لاحقًا من قبل شركة لوكهيد مارتن) وكان يتم نشره على غواصات ترايدنت من طراز أوهايو الأمريكية المصممة لمساعدة الملاحة السرية. ومع اقتراب الحرب الباردة من نهايتها، أصدرت البحرية الأمريكية التكنولوجيا السرية وفتحت الباب أمام التسويق الكامل لهذه التكنولوجيا. وقد كشف وجود gradiometer الجاذبية الشهيرة في فيلم هانت لأونتوبر الأحمر صدر في عام 1990.
هناك نوعان من مقاييس الجاذبية لوكهيد مارتن في العملية حاليًا: 3D كامل Tensor الجاذبية Gradiometer (FTG؛ نشرت إما في طائرة ثابتة الجناحين أو سفينة) وGRADIOMETER فالكون (نظام tensor جزئي مع 8 مقاييس التسارع ونشرها في طائرة ثابتة الجناحين أو طائرة هليكوبتر). يحتوي نظام FTG ثلاثي الأبعاد على ثلاثة أدوات قياس جراديوم الجاذبية (GGIs) ، يتكون كل منها من زوجين متعارضين من مقاييس التسارع مرتبة على قرص دوار مع اتجاه القياس في اتجاه الدوران.

### مقياس جرادي الجاذبية الكهروستاتيكي
هذا هو مقياس الجاذبية الذي تم نشره في بعثة وكالة الفضاء الأوروبية GOCE. وهو مقياس جرافي قطري ثلاثي المحاور يستند إلى ثلاثة أزواج من أجهزة قياس التسارع التي تسيطر عليها أجهزة التحكم الكهربائية الساكنة.

### استكشاف الجاذبية
إن تطور التكنولوجيا التي تم تطويرها في الأصل لوكالة الفضاء الأوروبية، وهو مقياس الجاذبية الاستكشافي (EGG)، الذي طورته ARKeX (وهي شركة غير صالحة الآن)، يستخدم مبدأين رئيسيين للموصلة الفائقة لتقديم أدائها: تأثير Meissner، الذي يوفر رفع الكتل الواقية من البيض وتكميم التدفق، مما يعطي EGG استقراره المتأصل. وقد تم تصميم برنامج «إيج» على وجه التحديد لبيئات المسح الديناميكية العالية.

### مقياس الجرافيديا استشعار الشريط
يتكون مستشعر gradiometer الجاذبية Gradiometer Gradiometer Gradiometer Gradiometer Graditec من عنصر استشعار واحد (شريط) يستجيب لقوى تدرج الجاذبية. وهي مصممة لتطبيقات حفر الآبار.

#### UWA gradiometer الجاذبية
إن مقياس الجاذبية في جامعة أستراليا الغربية (الملقب VK-1) هو أداة فائقة التوصيل تستخدم تصميم مستجيب رباعي متعامد (OQR) يستند إلى أزواج من حزم الرصيد المدعومة من المرونة الدقيقة.

#### مقياس الجاذبية Gedex
مقياس الجاذبية Gedex (AKA عالية الوضوح الجاذبية المحمولة جوا، HD-AGG) هو أيضا عداد جريادي الجاذبية من نوع OQR فائق التوصيل، استنادا إلى التكنولوجيا المتقدمة في جامعة ماريلاند.

## روابط خارجية
- التقدم والتحديات في تطوير ونشر نظم قياس الجاذبية الجاذبية
- حمولة بعثة GOCE
- قياس الجاذبية اليوم وغداً (PDF)، رابطة جنوب أفريقيا الجيوفيزيائية، المؤرشفة من الأصل (PDF) في 2011-02-22، تم استرجاعه في 2011-06-27
- باستخدام الجاذبية للكشف عن التهديدات تحت الأرض، لوكهيد مارتن، المؤرشفة من الأصلي في 2013-06-03، استرجاع 2013-06-14